# شيلدت جراند بريكس 2021
شيلدت جراند بريكس 2021 (بالفرنسية: Grand Prix de l'Escaut 2021)‏ هو سباق دراجات هوائية، وهو الموسم رقم 109 من شيلدبرايش، وأقيم في 7 أبريل 2021، وامتدّ لمسافة 193.8 كيلومتر، وهو أحد سباقات سلسلة سباقات الاتحاد الدولي للدراجات للمحترفين 2021، وشارك فيه 149 متسابقاً ووصل إلى نهايته 79 متسابقاً.
فاز فيه بالمركز الأول جاسبر فيليبسين، وبالمركز الثاني سام بينيت، وبالمركز الثالث مارك كافنديش.

## الفرق
| فرق عالمية (12)- AG2R Citroën Team - Astana-Premier Tech - Bora-Hansgrohe - Cofidis - Deceuninck-Quick Step - Intermarché-Wanty-Gobert Matériaux - Israel Start-Up Nation - Lotto Soudal - Team DSM - Qhubeka Assos - UAE Team Emirates - Groupama-FDJ فرق برو (9)- Alpecin-Fenix - 2021 بي آند بي هوتيلز ‏ - بنجوال دبليو بي 2021 ‏ - ديلكو 2021 ‏ - Rally Cycling - سبورت فلاندرين بالويس 2021 ‏ - Arkéa-Samsic - Total Direct Énergie - أونو اكس برو سايكلنج تيم 2021 ‏ فرق قارية (2)- بيت سايكلنج 2021 ‏ - إيفوبرو ريسينغ 2021 ‏ |  |
| |  |

## التصنيف العام النهائي
| التصنيف العام         | التصنيف العام  | التصنيف العام   | التصنيف العام                      | التصنيف العام     |
| العداء                | العداء         | البلد           | الفريق                             | الوقت             |
| --------------------- | -------------- | --------------- | ---------------------------------- | ----------------- |
| 1                     | جاسبر فيليبسين | بلجيكا          | Alpecin-Fenix                      | 4 س 03 دقيقة 30 ث |
| 2                     | سام بينيت      | جمهورية أيرلندا | دكونيك كويك ستب                    | + 0 ث             |
| 3                     | مارك كافنديش   | المملكة المتحدة | دكونيك كويك ستب                    | + 0 ث             |
| 4                     | داني فان بوبيل | هولندا          | Intermarché-Wanty-Gobert Matériaux | + 0 ث             |
| 5                     | كليمنت روسو    | فرنسا           | اركيا سامسيك                       | + 0 ث             |
| 6                     | باسكال أكرمان  | ألمانيا         | بورا هانسغروه                      | + 0 ث             |
| 7                     | Luca Mozzato ‏  | إيطاليا         | B&B Hotels p/b KTM                 | + 0 ث             |
| 8                     | جياكومو نيزولو | إيطاليا         | Qhubeka Assos                      | + 0 ث             |
| 9                     | مارك ساريو     | فرنسا           | AG2R Citroën Team                  | + 0 ث             |
| 10                    | دريس فان جيستل | بلجيكا          | Total Direct Énergie               | + 0 ث             |
| مصدر: ProCyclingStats |                |                 |                                    |                   |

## وصلات خارجية
- الموقع الرسمي
- لمحة عن سباق شيلدت جراند بريكس 2021 على موقع  ProCyclingStats   (برو  سايكلنج  ستاتس) - إحصاءات  محترفي  الدراجات.
- شيلدت جراند بريكس 2021 على موقع إحصائيات الدراجات الإحترافية (الإنجليزية)